# Warwick Castle
Warwick Castle är ett slott i Warwick i grevskapet Warwickshire i mellersta England, beläget vid floden Warwickshire Avon. Slottet uppfördes av Vilhelm Erövraren omkring 1068 som en motteborg med träpalissader. På 1100-talet uppfördes ett kärntorn i sten. Slottet är byggnadsminnesmärkt och klassificerat som Grade I, det vill säga ett byggnadsverk av exceptionellt intresse.  